# Karel Dubois

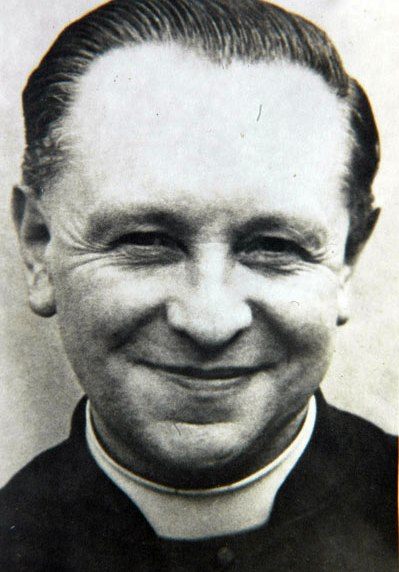
Kanunnik Dubois

Karel Dubois (Oostende, 15 juli 1895 - Roeselare, 17 november 1956) was een West-Vlaams geestelijke, priester-leraar en kanunnik. Daarnaast was hij gouwproost van het AKVS in West-Vlaanderen en stichter en gouwproost van KSA in West-Vlaanderen. 

## Leven
Dubois stamt uit de gegoede Franssprekende burgerij van Oostende. Tijdens zijn collegetijd wordt zijn Vlaamsgezindheid aangewakkerd. Hij sluit zich aan bij de Vlaamse studentenbond. Zijn ervaringen aan het front tijdens de Eerste Wereldoorlog verscherpen deze Vlaamsgezindheid. 
Na de oorlog wordt hij tot priester gewijd. Hij wordt gouwproost van het AKVS voor West-Vlaanderen. 
In 1928 wordt hij benoemd tot diocesaan proost voor de KA. Hij aanvaardt deze opdracht in strikte gehoorzaamheid aan zijn bisschop. Hij blijft dit tot midden jaren 50. In 1937 wordt hij directeur van de Diocesane Centrale en het Diocesaan Instituut voor Katholieke Actie. Als deze in 1948 omgevormd worden tot de School voor Maatschappelijk Dienstbetoon voor heren, blijft de 53-jarige Dubois er acht jaar directeur. Hij zal het einde van de korte schoolgeschiedenis niet meemaken. Zijn school voor sociaal werkers fuseert met de School Voor Maatschappelijk Dienstbetoon in Kortrijk, nu Ipsoc.
Hij stierf na een slepende ziekte.

## Dubois en de KSA
In West-Vlaanderen wordt priester-leraar Dubois in 1928 aangesteld om voor de KA naast de AKVS-bonden, nieuwe, zuiver kerkelijk-strijdende kernen op te richten in de colleges. Aanvankelijk probeert hij de KSA zuiver kerkelijk te houden, maar wel Vlaams van geest. De Vlaamse werking blijft bij het AKVS. Zo staat de KSA het AKVS niet rechtstreeks in de weg, hoewel het de collegeleerlingen intussen verboden is lid te zijn van het AKVS. 
In de jaren 30 gaat hij 'kerkelijk' zo ruim interpreteren dat haast alles tot dat domein gaat behoren. Vanaf 1933 neemt Dubois duidelijk stelling tegen de oude AKVS-bonden. In deze harde confrontatie tussen KSA en AKVS delft die laatste het onderspit. Hij stemt ermee in dat de Vlaamse studentenbonden die dan niet meer tot het AKVS behoren zich bundelen in een nieuwe koepel, het Jong Volksche Front (JVF). Het JVF zal instaan voor de Vlaamse werking, maar wel in afspraak met en volledig ondergeschikt aan de KSA-leiding. Begin jaren 40 verdwijnt het JVF.
Dubois bouwt zijn KSA verder uit vanuit zijn studeerkamer in Roeselare en verdedigt de autonomie van de gouwen. 
Na de Tweede Wereldoorlog wordt KSA van collaboratie met de Duitse bezetter en nazistische sympathieën beticht. Dubois verdedigt de KSA tegen deze onterechte beschuldigingen en kan de verdiensten van de beweging in oorlogstijd opsommen. Zelf werd hij door de bezetter korte tijd opgesloten. Ondanks zijn patriottisch pleidooi protesteert hij heftig tegen de dynamitering van de IJzertoren. KSA verleent haar steun aan de heropbouw van de IJzertoren. Zijn KSA-standpunt "Vlaams, maar Belgisch" wordt hiermee in de verf gezet. 
Binnen de KSA probeert hij zo lang mogelijk de zuivere Katholieke Actie-geest van de beweging te bewaren, maar hij stemt wel in met de uitbouw van het jeugdbewegingsleven.